# 閻玿
閻玿，山西陽曲縣人，清朝政治人物、進士出身。

## 生平
順治三年，登進士，授豐縣知縣。